# Neofacydes nigrolineatus
Neofacydes nigrolineatus är en stekelart som först beskrevs av Cameron 1903.  Neofacydes nigrolineatus ingår i släktet Neofacydes och familjen brokparasitsteklar. Inga underarter finns listade i Catalogue of Life.